# Chadiżat Murtuzalijewa
Chadiżat Gusiejnowna Murtuzalijewa (ros. Хадижат Гусейновна Муртузалиева; ur. 15 grudnia 1989) – rosyjska zapaśniczka walcząca w stylu wolnym. Piąta w Pucharze Świata w 2017 roku.
Wicemistrzyni Rosji w 2017 roku.